# Tratado de Dárdano
El Tratado de Dárdano (85 a. C.) fue pactado entre la República romana y el reino del Ponto y firmado por Lucio Cornelio Sila y el rey Mitrídates VI. Con su firma concluyó la primera guerra mitridática.
Después de las derrotas de Mitrídates a manos de Sila en las batallas de Queronea, Orcómeno y en la batalla naval de la isla de Ténedos, y tras la sumisión impuesta por Sila a las islas griegas, la tensión política provocada en Roma por la guerra civil causó que Sila ofreciese a Mitrídates una serie de acuerdos para lograr la paz. El tratado se acordó en la arrasada ciudad de Dárdano, fijándose allí los términos finales de la rendición del Ponto.
Las cláusulas del tratado obligaron a Mitrídates a rendir sus recién adquiridos nuevos territorios en Grecia y sus islas, del mismo modo que debía abandonar las provincias de Bitinia, Frigia, Paflagonia y Capadocia. Igualmente, Mitrídates debía pagar dos mil talentos de su tesoro personal. Sila obligó también a las provincias que se habían rendido a Mitrídates a pagar un impuesto adicional de veinte mil talentos (equivalente a sus ingresos por exportaciones de dos décadas).